# Urocotyledon inexpectata
Urocotyledon inexpectata là một loài thằn lằn trong họ Gekkonidae. Loài này được Stejneger mô tả khoa học đầu tiên năm 1893.